# (51824) Mikeanderson
Mikeanderson. Asteroide n.º 51824 de la serie (2001 OE30 ), descubierto desde Monte Palomar por Eleanor F. Helin dentro del programa NEAT (Near Earth Asteroid Tracking Program) el 19 de julio de 2001.
Nombrado en honor de Michael P. Anderson (1959-2003), comandante de carga en el transbordador espacial Columbia, desintegrado a su reentrada en la atmósfera el 1 de febrero de 2003.-